# 新光合成纖維
新光合成纖維有限公司（Shinkong Synthetic Fibers Corporation ，SSFC），簡稱新光合纖、新纖，屬新光集團成員之一，產品主要以化纖和塑膠兩大類為主。台灣第一家生產寶特瓶的公司，台灣第一家生產鈦觸媒瓶用酯粒的公司。

## 重大沿革
- 1967年， 吳火獅等企業家發起設立，由吳火獅出任董事長。
- 1968年， 日商東麗株式會社與三菱商事會社投資。
- 1970年， 原絲廠試車完成， 開工生產。
- 1973年， 股票正式上市，股票代號(台證所：1409)
- 1976年， 開始生產聚酯棉。
- 1981年， 商標局核准寶特瓶中文商標。
- 1986年， 吳火獅辭世，由吳東進接任董事長。
- 1987年， 於桃園八德設廠。
- 1992年， 獲得第一屆企業環保獎。
- 1994年， 於桃園中壢、桃園觀音設廠。
- 1997年， 於泰國設廠生產。
- 1998年， 於中國大陸設廠生產。
- 2004年， 吳東昇接任董事長[1]。

## 主要產品
新光合纖產品涵蓋化纖和塑膠兩大類。產品主要包括：
- 半延伸絲、聚酯原絲、聚酯全延伸絲、聚酯棉、聚酯加工絲、工業用紗。
- 聚酯粒、瓶用酯粒、寶特瓶、寶特瓶瓶胚。
- 工程塑膠、光學薄膜、聚酯薄膜、聚酯膠片等產品。

2019年，公司營收比重為聚酯事業佔74%，光電事業佔18%，金融證券佔8%。

## 主要品牌
- SHINPET：聚酯粒
- SHINLON：聚酯絲
- RecoTex：聚酯環保纖維

## 廠房分布
臺灣
- 台北總公司
- 中壢廠
- 觀音廠

## 外部連結
- 新光合成纖維官網 （页面存档备份，存于）